# EURACOAL
EURACOAL (акронім від англ. The European Association for Coal and Lignite) — європейська асоціація вугілля та лігніту.
Утворена у 2002.
Члени асоціації: Німеччина, Франція, Іспанія, Греція, Велика Британія, Бельгія, Польща, Чехія, Угорщина, Румунія, Болгарія.
Функціонально Асоціація займе місце CECSO — європейського комітету по твердих видах палива, який припиняє свою діяльність разом з Європейським об'єднанням вугілля і сталі (ЄОВС).
Задача EURACOAL — пропаганда ролі вугілля в енергоспоживанні Європейського Союзу, забезпечення надійності енергоспоживання та стабільності цін, умов для захисту довкілля.